# Skilanglauf-Scandinavian-Cup 2012/13
Der Skilanglauf-Scandinavian-Cup 2012/13 war eine von der FIS organisierte Wettkampfserie, die am 14. Dezember 2012 im norwegischen Sjusjøen begann und am 24. Februar 2013 im finnischen Inari endet.

## Austragungsorte
Mit Vorbehalt war Finnland im Kalender, weil sie ihren Veranstalter nicht wählen konnten und das konnten sie in der laufenden Saison.  
 Sjusjøen:
- 14.–16. Dezember 2012

 Östersund:
- 4.–6. Januar 2013

 Madona:
- 6. und 7. Februar 2013

 Leina:
- 9. und 10. Februar 2013

 Inari:
- 22.–24. Februar 2013

## Frauen

### Resultate
| 1. Scandinavian Cup in Sjusjøen, 14. bis 16. Dezember 2012 | 1. Scandinavian Cup in Sjusjøen, 14. bis 16. Dezember 2012 | 1. Scandinavian Cup in Sjusjøen, 14. bis 16. Dezember 2012 | 1. Scandinavian Cup in Sjusjøen, 14. bis 16. Dezember 2012 | 1. Scandinavian Cup in Sjusjøen, 14. bis 16. Dezember 2012 |
| ---------------------------------------------------------- | ---------------------------------------------------------- | ---------------------------------------------------------- | ---------------------------------------------------------- | ---------------------------------------------------------- |
| Datum                                                      | Disziplin                                                  | Erster Platz                                               | Zweiter Platz                                              | Dritter Platz                                              |
| 14. Dezember 2012 (Fr.)                                    | 10 km Freistil                                             | Astrid Uhrenholdt Jacobsen                                 | Tuva Toftdahl Staver                                       | Kari Øyre Slind                                            |
| 15. Dezember 2012 (Sa.)                                    | Sprint Freistil                                            | Astrid Uhrenholdt Jacobsen                                 | Stina Nilsson                                              | Kathrine Rolsted Harsem                                    |
| 16. Dezember 2012 (So.)                                    | 15 km klassisch (Massenstart)                              | Britt Ingunn Nydal                                         | Astrid Uhrenholdt Jacobsen                                 | Sofia Bleckur                                              |

| 2. Scandinavian Cup in Östersund, 4. bis 6. Januar 2013 | 2. Scandinavian Cup in Östersund, 4. bis 6. Januar 2013 | 2. Scandinavian Cup in Östersund, 4. bis 6. Januar 2013 | 2. Scandinavian Cup in Östersund, 4. bis 6. Januar 2013 | 2. Scandinavian Cup in Östersund, 4. bis 6. Januar 2013 |
| ------------------------------------------------------- | ------------------------------------------------------- | ------------------------------------------------------- | ------------------------------------------------------- | ------------------------------------------------------- |
| Datum                                                   | Disziplin                                               | Erster Platz                                            | Zweiter Platz                                           | Dritter Platz                                           |
| 4. Januar 2013 (Fr.)                                    | 10 km klassisch                                         | Martine Ek Hagen                                        | Britt Ingunn Nydal                                      | Sofia Bleckur                                           |
| 5. Januar 2013 (Sa.)                                    | Sprint klassisch                                        | Stina Nilsson                                           | Mari Eide                                               | Kari Vikhagen Gjeitnes                                  |
| 6. Januar 2013 (So.)                                    | 10 km Freistil                                          | Martine Ek Hagen                                        | Ragnhild Haga                                           | Emilie Kristoffersen                                    |

| 3. Scandinavian Cup in Madona, 6. und 7. Februar 2013 | 3. Scandinavian Cup in Madona, 6. und 7. Februar 2013 | 3. Scandinavian Cup in Madona, 6. und 7. Februar 2013 | 3. Scandinavian Cup in Madona, 6. und 7. Februar 2013 | 3. Scandinavian Cup in Madona, 6. und 7. Februar 2013 |
| ----------------------------------------------------- | ----------------------------------------------------- | ----------------------------------------------------- | ----------------------------------------------------- | ----------------------------------------------------- |
| Datum                                                 | Disziplin                                             | Erster Platz                                          | Zweiter Platz                                         | Dritter Platz                                         |
| 6. Februar 2013 (Mi.)                                 | 5 km klassisch                                        | Kari Vikhagen Gjeitnes                                | Britt Ingunn Nydal                                    | Kathrine Rolsted Harsem                               |
| 7. Februar 2013 (Do.)                                 | 10 km Freistil (Massenstart)                          | Kari Vikhagen Gjeitnes                                | Ragnhild Haga                                         | Silje Øyre Slind                                      |

| 4. Scandinavian Cup in Leina, 9. und 10. Februar 2013 | 4. Scandinavian Cup in Leina, 9. und 10. Februar 2013 | 4. Scandinavian Cup in Leina, 9. und 10. Februar 2013 | 4. Scandinavian Cup in Leina, 9. und 10. Februar 2013 | 4. Scandinavian Cup in Leina, 9. und 10. Februar 2013 |
| ----------------------------------------------------- | ----------------------------------------------------- | ----------------------------------------------------- | ----------------------------------------------------- | ----------------------------------------------------- |
| Datum                                                 | Disziplin                                             | Erster Platz                                          | Zweiter Platz                                         | Dritter Platz                                         |
| 9. Februar 2013 (Sa.)                                 | Sprint klassisch                                      | Kari Vikhagen Gjeitnes                                | Kathrine Rolsted Harsem                               | Triin Ojaste                                          |
| 10. Februar 2013 (So.)                                | Sprint Freistil                                       | Kari Vikhagen Gjeitnes                                | Sophie Caldwell                                       | Linn Sömskar                                          |

| 5. Scandinavian Cup in Inari, 22. bis 24. Februar 2013 | 5. Scandinavian Cup in Inari, 22. bis 24. Februar 2013 | 5. Scandinavian Cup in Inari, 22. bis 24. Februar 2013 | 5. Scandinavian Cup in Inari, 22. bis 24. Februar 2013 | 5. Scandinavian Cup in Inari, 22. bis 24. Februar 2013 |
| ------------------------------------------------------ | ------------------------------------------------------ | ------------------------------------------------------ | ------------------------------------------------------ | ------------------------------------------------------ |
| Datum                                                  | Disziplin                                              | Erster Platz                                           | Zweiter Platz                                          | Dritter Platz                                          |
| 22. Februar 2013 (Fr.)                                 | 10 km klassisch                                        | Tuva Toftdahl Staver                                   | Laura Ahervo                                           | Kari Vikhagen Gjeitnes                                 |
| 23. Februar 2013 (Sa.)                                 | Sprint Freistil                                        | Kathrine Rolsted Harsem                                | Jennie Öberg                                           | Barbro Kvåle                                           |
| 24. Februar 2013 (So.)                                 | 15 km klassisch (Massenstart)                          | Laura Ahervo                                           | Emilie Kristoffersen                                   | Astrid Øyre Slind                                      |

### Gesamtwertung
| Rang | Name                       | Punkte |
| ---- | -------------------------- | ------ |
| 001. | Kari Vikhagen Gjeitnes     | 766    |
| 002. | Tuva Toftdahl Staver       | 514    |
| 003. | Britt Ingunn Nydal         | 471    |
| 004. | Kathrine Harsem            | 442    |
| 005. | Astrid Øyre Slind          | 399    |
| 006. | Emilie Kristoffersen       | 345    |
| 007. | Ragnhild Haga              | 312    |
| 008. | Astrid Uhrenholdt Jacobsen | 280    |
| 009. | Marte Monrad-Hansen        | 279    |
| 010. | Laura Ahervo               | 276    |
| 011. | Triin Ojaste               | 262    |
| 012. | Barbro Kvåle               | 244    |
| 013. | Silje Øyre Slind           | 239    |
| 014. | Jennie Öberg               | 225    |
| 015. | Marjaana Pitkänen          | 211    |
| 016. | Stina Nilsson              | 210    |
| 017. | Mari Eide                  | 207    |
| 018. | Martine Ek Hagen           | 204    |
| 019. | Kari Øyre Slind            | 201    |
| 020. | Evelina Settlin            | 194    |
| 021. | Sofia Bleckur              | 189    |
| 022. | Britta Johansson Norgren   | 174    |
| 023. | Linn Sömskar               | 164    |
| 024. | Marika Sundin              | 161    |
| 025. | Sophie Caldwell            | 136    |
| 026. | Piret Pormeister           | 121    |
| 027. | Mia Eriksson               | 117    |
| 028. | Maria Grundvall            | 110    |
| 029. | Julia Svan                 | 105    |
| 030. | Anne Kjersti Kalvå         | 98     |
| 031. | Silja Tarvonen             | 96     |

| Rang | Name                      | Punkte |
| ---- | ------------------------- | ------ |
| 032. | Maria Gräfnings           | 87     |
| 033. | Magdalena Pajala          | 86     |
| 034. | Celine Brun-Lie           | 76     |
| 035. | Lisa Dahl                 | 73     |
|      | Caitlin Patterson         | 73     |
| 037. | Jonna Sundling            | 69     |
| 038. | Maria Nysted Grønvoll     | 67     |
| 039. | Tanja Kauppinen           | 65     |
|      | Eva Svensson              | 65     |
| 041. | Emilie Fleten             | 55     |
| 042. | Maija Hakala              | 54     |
| 043. | Lisa Larsen               | 45     |
| 044. | Jennie Bender             | 42     |
| 045. | Astrid Bruland            | 40     |
| 046. | Helene Söderlund          | 37     |
| 047. | Sandra Hansson            | 36     |
|      | Lina Korsgren             | 36     |
| 049. | Heini Hokkanen            | 35     |
| 050. | Maria Strøm Nakstad       | 33     |
| 051. | Emma Eriksson             | 28     |
|      | Kati Tammjärv             | 28     |
| 053. | Kari Henneseid Eie        | 26     |
|      | Rebecca Rorabaugh         | 26     |
| 055. | Anni Kainulainen          | 25     |
| 056. | Solveig Wiggen Andreassen | 21     |
|      | Johanna Meyer             | 21     |
|      | Laura Rothla              | 21     |
|      | Kaija Vahtra              | 21     |
| 060. | Jenni Raivo               | 20     |
| 061. | Merete Myrseth            | 19     |
|      | Maaret Rantalainen        | 19     |

| Rang | Name                   | Punkte |
| ---- | ---------------------- | ------ |
| 063. | Josefin Sandvik        | 18     |
| 064. | Anika Miller           | 17     |
|      | Ruut Vähämetsä         | 17     |
| 066. | Laila Kveli            | 16     |
| 067. | Annika Löfström        | 13     |
| 068. | Maria Nordström        | 12     |
|      | Heidi Raju             | 12     |
| 070. | Maarit Korpi           | 11     |
|      | Piret Parnik           | 11     |
| 072. | Sofia Henriksson       | 10     |
| 073. | Rikka Varjus           | 9      |
| 074. | Inga Daushkane         | 8      |
| 075. | Solfrid Braathen       | 7      |
|      | Elin Mohlin            | 7      |
|      | Susanne Nyström        | 7      |
|      | Eeva Palosaari         | 7      |
| 079. | Terese Andersson       | 6      |
|      | Sanna Hallberg         | 6      |
|      | Maria Sundström        | 6      |
| 082. | Maria Sundström        | 5      |
|      | Hanna Falk             | 5      |
| 084. | Kristina Kazlauskaite  | 4      |
|      | Anda Muižniece         | 4      |
| 086. | Tiia Uusi-Autti        | 3      |
|      | Emma Sjoelund          | 3      |
| 088. | Silvija Adomonyte      | 2      |
|      | Rosamund Musgrave      | 2      |
|      | Oda Hammernes Pedersen | 2      |
|      | Emma Sjölander         | 2      |

## Männer

### Resultate
| 1. Scandinavian Cup in Sjusjøen, 14. bis 16. Dezember 2012 | 1. Scandinavian Cup in Sjusjøen, 14. bis 16. Dezember 2012 | 1. Scandinavian Cup in Sjusjøen, 14. bis 16. Dezember 2012 | 1. Scandinavian Cup in Sjusjøen, 14. bis 16. Dezember 2012 | 1. Scandinavian Cup in Sjusjøen, 14. bis 16. Dezember 2012 |
| ---------------------------------------------------------- | ---------------------------------------------------------- | ---------------------------------------------------------- | ---------------------------------------------------------- | ---------------------------------------------------------- |
| Datum                                                      | Disziplin                                                  | Erster Platz                                               | Zweiter Platz                                              | Dritter Platz                                              |
| 14. Dezember 2012 (Fr.)                                    | 15 km Freistil                                             | Finn Hågen Krogh                                           | Tord Asle Gjerdalen                                        | Anders Södergren                                           |
| 15. Dezember 2012 (Sa.)                                    | Sprint Freistil                                            | Finn Hågen Krogh                                           | Tomas Northug                                              | Didrik Tønseth                                             |
| 16. Dezember 2012 (So.)                                    | 30 km klassisch (Massenstart)                              | Anders Aukland                                             | Lars Nelson                                                | Simen Østensen                                             |

| 2. Scandinavian Cup in Östersund, 4. bis 6. Januar 2013 | 2. Scandinavian Cup in Östersund, 4. bis 6. Januar 2013 | 2. Scandinavian Cup in Östersund, 4. bis 6. Januar 2013 | 2. Scandinavian Cup in Östersund, 4. bis 6. Januar 2013 | 2. Scandinavian Cup in Östersund, 4. bis 6. Januar 2013 |
| ------------------------------------------------------- | ------------------------------------------------------- | ------------------------------------------------------- | ------------------------------------------------------- | ------------------------------------------------------- |
| Datum                                                   | Disziplin                                               | Erster Platz                                            | Zweiter Platz                                           | Dritter Platz                                           |
| 4. Januar 2013 (Fr.)                                    | 15 km klassisch                                         | Martin Johnsrud Sundby                                  | Didrik Tønseth                                          | Eldar Rønning                                           |
| 5. Januar 2013 (Sa.)                                    | Sprint klassisch                                        | Kent-Ove Clausen                                        | Matias Strandvall                                       | Eldar Rønning                                           |
| 6. Januar 2013 (So.)                                    | 15 km Freistil                                          | Martin Johnsrud Sundby                                  | Anders Södergren                                        | Chris Jespersen                                         |

| 3. Scandinavian Cup in Madona, 6. und 7. Februar 2013 | 3. Scandinavian Cup in Madona, 6. und 7. Februar 2013 | 3. Scandinavian Cup in Madona, 6. und 7. Februar 2013 | 3. Scandinavian Cup in Madona, 6. und 7. Februar 2013 | 3. Scandinavian Cup in Madona, 6. und 7. Februar 2013 |
| ----------------------------------------------------- | ----------------------------------------------------- | ----------------------------------------------------- | ----------------------------------------------------- | ----------------------------------------------------- |
| Datum                                                 | Disziplin                                             | Erster Platz                                          | Zweiter Platz                                         | Dritter Platz                                         |
| 6. Februar 2013 (Mi.)                                 | 10 km klassisch                                       | Hans Christer Holund                                  | Sindre Bjørnestad Skar                                | Snorri Einarsson                                      |
| 7. Februar 2013 (Do.)                                 | 20 km Freistil (Massenstart)                          | Sindre Bjørnestad Skar                                | Snorri Einarsson                                      | Eeri Vahtra                                           |

| 4. Scandinavian Cup in Leina, 9. und 10. Februar 2013 | 4. Scandinavian Cup in Leina, 9. und 10. Februar 2013 | 4. Scandinavian Cup in Leina, 9. und 10. Februar 2013 | 4. Scandinavian Cup in Leina, 9. und 10. Februar 2013 | 4. Scandinavian Cup in Leina, 9. und 10. Februar 2013 |
| ----------------------------------------------------- | ----------------------------------------------------- | ----------------------------------------------------- | ----------------------------------------------------- | ----------------------------------------------------- |
| Datum                                                 | Disziplin                                             | Erster Platz                                          | Zweiter Platz                                         | Dritter Platz                                         |
| 9. Februar 2013 (Sa.)                                 | Sprint klassisch                                      | Tomas Northug                                         | Eirik Lorentsen                                       | Emil Nyeng                                            |
| 10. Februar 2013 (So.)                                | Sprint Freistil                                       | Tomas Northug                                         | Sindre Bjørnestad Skar                                | Johan Edin                                            |

| 5. Scandinavian Cup in Inari, 22. bis 24. Februar 2013 | 5. Scandinavian Cup in Inari, 22. bis 24. Februar 2013 | 5. Scandinavian Cup in Inari, 22. bis 24. Februar 2013 | 5. Scandinavian Cup in Inari, 22. bis 24. Februar 2013 | 5. Scandinavian Cup in Inari, 22. bis 24. Februar 2013 |
| ------------------------------------------------------ | ------------------------------------------------------ | ------------------------------------------------------ | ------------------------------------------------------ | ------------------------------------------------------ |
| Datum                                                  | Disziplin                                              | Erster Platz                                           | Zweiter Platz                                          | Dritter Platz                                          |
| 22. Februar 2013 (Fr.)                                 | 15 km klassisch                                        | Hans Christer Holund                                   | Kristian Tettli Rennemo                                | Snorri Einarsson                                       |
| 23. Februar 2013 (Sa.)                                 | Sprint Freistil                                        | Tomas Northug                                          | Ole-Marius Bach                                        | Emil Iversen                                           |
| 24. Februar 2013 (So.)                                 | 30 km klassisch (Massenstart)                          | Snorri Einarsson                                       | Hans Christer Holund                                   | Lars Nelson                                            |

### Gesamtwertung
| Rang | Name                     | Punkte |
| ---- | ------------------------ | ------ |
| 001. | Tomas Northug            | 493    |
| 002. | Snorri Einarsson         | 493    |
| 003. | Hans Christer Holund     | 403    |
| 004. | Sindre Bjørnestad Skar   | 369    |
| 005. | Lars Nelson              | 286    |
| 006. | Ronny Fredrik Ansnes     | 263    |
| 007. | Finn Hågen Krogh         | 250    |
| 008. | Anders Södergren         | 235    |
| 009. | Eirik Lorentsen          | 224    |
| 010. | Kristian Tettli Rennemo  | 223    |
| 011. | Didrik Tønseth           | 202    |
| 012. | Daniel Myrmael Helgestad | 200    |
|      | Martin Johnsrud Sundby   | 200    |
| 014. | Emil Nyeng               | 182    |
| 015. | Anders Tettli Rennemo    | 154    |
| 016. | Per Kristian Nygård      | 145    |
| 017. | Ole-Marius Bach          | 136    |
|      | Simen Andreas Sveen      | 136    |
| 019. | Johan Edin               | 134    |
| 020. | Teodor Peterson          | 122    |
| 021. | Peeter Kümmel            | 121    |
| 022. | Eldar Rønning            | 120    |
| 023. | Morten Harjo Pettersen   | 118    |
| 024. | Tord Asle Gjerdalen      | 116    |
| 025. | Martti Jylhae            | 112    |
| 026. | Andreas Myran Steen      | 111    |
| 027. | Hans Petter Lykkja       | 107    |
| 028. | Simen Håkon Østensen     | 105    |
| 029. | Anders Aukland           | 100    |
| 030. | Ronny Andre Hafsås       | 99     |
|      | Kari Varis               | 99     |
| 032. | Mathias Rundgreen        | 90     |
| 033. | Ånund Lid Byggland       | 89     |
| 034. | Øyvind Moen Fjeld        | 86     |
|      | Emil Iversen             | 86     |
| 036. | Juho Mikkonen            | 83     |
| 037. | Perttu Hyvarinen         | 81     |
| 038. | Ristomatti Hakola        | 78     |
|      | Jonas Austmo Kolstad     | 78     |
| 040. | Tore Bjørseth Berdal     | 75     |
| 041. | Øystein Pettersen        | 70     |
| 042. | Marko Kilp               | 67     |
| 043. | Sami Lahdemaki           | 65     |
|      | Torgeir Skare Thygesen   | 65     |
| 045. | Tiio Söderhielm          | 62     |
| 046. | Lasse Paakkonen          | 61     |
| 047. | Chris Andre Jespersen    | 60     |
|      | Eeri Vahtra              | 60     |
| 049. | Thomas Albertsen Dahlen  | 59     |

| Rang | Name                        | Punkte |
| ---- | --------------------------- | ------ |
|      | Andrew Musgrave             | 59     |
| 051. | Timo Andre Bakken           | 58     |
| 052. | Gustav Eriksson             | 55     |
| 053. | Raido Ränkel                | 51     |
| 054. | Øyvind Gløersen             | 49     |
|      | Martin Johansson            | 49     |
|      | Daniel Stock                | 49     |
| 057. | Jens Eriksson               | 47     |
|      | Martin Løwstrøm Nyenget     | 47     |
| 059. | Iivo Niskanen               | 46     |
| 060. | Sondre Turvoll Fossli       | 45     |
| 061. | Jussi Simula                | 44     |
| 062. | Siim Sellis                 | 41     |
| 063. | Matias Strandvall           | 40     |
| 064. | Alvar Johannes Alev         | 39     |
|      | Martin Andersen             | 39     |
|      | Eivind Bakkene              | 39     |
| 067. | Jari Huhta                  | 38     |
| 068. | Kalle Lassila               | 37     |
| 069. | Simen Lanes                 | 36     |
| 070. | Pål Trøan Aune              | 35     |
|      | Kein Einaste                | 35     |
|      | Erik Silfver                | 35     |
| 073. | Tore Martin Søbak Gundersen | 32     |
| 074. | Bill Impola                 | 30     |
| 075. | Kusti Kittila               | 27     |
| 076. | Simon Persson               | 26     |
|      | Daniel Svensson             | 26     |
|      | Karl-Johan Westberg         | 26     |
| 079. | Topi Kuorelahti             | 25     |
| 080. | Hallvard Løfald             | 24     |
|      | Janne Mononen               | 24     |
|      | Johan Westerlund            | 24     |
| 083. | Marius Caspersen Falla      | 23     |
| 084. | Robin Bryntesson            | 22     |
|      | Nils Magnus Bøen Grave      | 22     |
|      | Eirik Telebond              | 22     |
| 087. | Mattis Jaama                | 21     |
| 088. | Fredrik Jonsson             | 20     |
|      | Juha-Matti Mikkolainen      | 20     |
|      | Rune Malo Ødegård           | 20     |
|      | Risto Uusivirta             | 20     |
| 092. | Ari Luusua                  | 19     |
| 093. | Jörgen Aukland              | 18     |
|      | Jørgen Brink                | 18     |
| 095. | Eivind Klemoen              | 17     |
| 096. | Gjermund Nilsen             | 16     |
| 097. | Algo Kärp                   | 15     |
|      | Eric Packer                 | 15     |

| Rang  | Name                      | Punkte |
| ----- | ------------------------- | ------ |
|       | Mads Ek Strøm             | 15     |
|       | Morten Vannebo            | 15     |
| 0101. | Johan Kjølstad            | 14     |
|       | Børre Næss                | 14     |
|       | Aku Nikander              | 14     |
|       | Morten Priks              | 14     |
|       | Petter Soleng Skinstad    | 14     |
| 0106. | Frode Andresen            | 13     |
|       | Reima Idström             | 13     |
|       | Magnus Frodahl            | 13     |
| 0109. | Tero Similä               | 12     |
| 0110. | Toni Ketelä               | 11     |
|       | Bjørn Thomas Nygaard      | 11     |
|       | Svein Tore Sinnes         | 11     |
|       | Marcus Svelander          | 11     |
|       | Andrew Young              | 11     |
| 0115. | Espen Udjus Frorud        | 10     |
|       | Mads Granrud Madsgård     | 10     |
| 0117. | Petter Rinde Øverland     | 9      |
|       | Oskar Sjolund             | 9      |
|       | Markus Johansen Westgaard | 9      |
| 0120. | Audun Laugaland           | 8      |
|       | Gustav Nordström          | 8      |
|       | Eirik Kurland Olsen       | 8      |
|       | Aki Pajunoja              | 8      |
|       | Carl Quicklund            | 8      |
| 0125. | Reese Haneman             | 7      |
|       | Heikki Loukusa            | 7      |
| 0127. | Martin Bergström          | 6      |
|       | Markus Pörsti             | 6      |
| 0129. | Kjetil Hagtvedt Dammen    | 5      |
|       | Antti Häkämies            | 5      |
|       | Mikko Koutaniemi          | 5      |
|       | Markus Moe                | 5      |
|       | Antti Ojansivu            | 5      |
|       | Timo Simonlatser          | 5      |
|       | Lars Suther               | 5      |
| 0136. | Antti Lampinen            | 4      |
|       | Robin Norum               | 4      |
| 0138. | David Norris              | 3      |
|       | Håkon Ramstad             | 3      |
| 0140. | Kent Ove Clausen          | 2      |
|       | Morten Eide Pedersen      | 2      |
|       | Janne Tervo               | 2      |
| 0143. | Jens Bjertnæs             | 1      |
|       | Johan Häggström           | 1      |
|       | Anti Saarepuu             | 1      |